# Cercié
Cercié is een gemeente in het Franse departement Rhône (regio Auvergne-Rhône-Alpes). De plaats maakt deel uit van het arrondissement Villefranche-sur-Saône. Cercié telde op 1 januari 2022 1.135 inwoners.

## Geografie
De oppervlakte van Cercié bedroeg op 1 januari 2022 4,94 vierkante kilometer; de bevolkingsdichtheid was toen 229,8 inwoners per km².

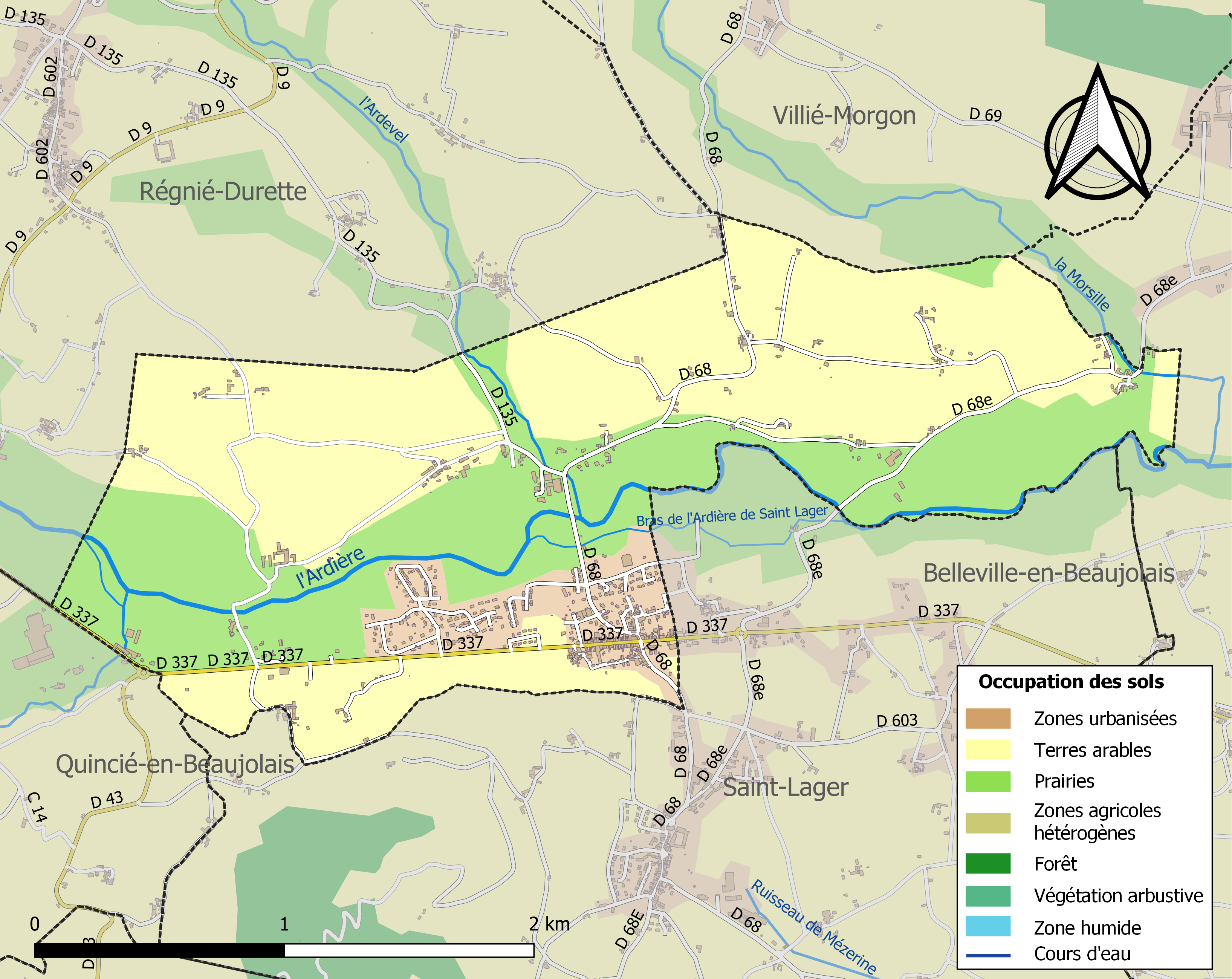
Kaart van de gemeente met de belangrijkste infrastructuur, bodemgebruik en omliggende gemeenten

## Demografie
Onderstaande figuur toont het verloop van het inwonertal (bron: INSEE-tellingen).